# Eléa Charvet
Eléa Charvet, née le 26 juillet 2002 à Bayonne en France, est une athlète française de para canoë-kayak. Elle est double championne de France et médaillée de bronze aux championnats d'Europe 2024 ainsi qu'à la coupe du monde à Poznan en mai 2025.

## Biographie

### Jeunesse et formation
Eléa Charvet naît le 26 juillet 2002 à Bayonne dans les Pyrénées-Atlantiques, en France. Elle subit un accident de la route et doit être amputée de la jambe gauche à 18 ans,.
Elle obtient un baccalauréat en arts appliqués. Elle change ensuite d'orientation et en parallèle de sa carrière sportive en canoë-kayak, elle effectue des études pour être kinésithérapeute.

### Carrière sportive
Eléa Charvet découvre le para canoë-kayak par l'association « Comme les autres », à 19 ans. Elle s'y met, est remarquée pour son habileté en pirogue et devient en 2023 championne de France en VL3 200 m et en K2 500 m. 
Elle est sélectionnée en équipe de France pour participer aux championnats du monde de 2023 à Duisbourg, où elle termine 7e en VL3 200 m. Elle est 6e et 7e à la coupe du monde.
Aux championnats du monde de 2024 à Szeged en Hongrie, Eléa Charvet est troisième de la finale B, toujours en VL3 200 m,. Elle remporte la médaille de bronze aux championnats d'Europe, également à Szeged,.
Elle participe aux Jeux paralympiques d'été de 2024 à Paris,. Elle termine première de la finale B VL3 200 m le 7 septembre 2024 au stade nautique de Vaires-sur-Marne.
Eléa remporte la médaille de bronze en VL3 200m le 25 mai 2025 lors de la coupe du monde de paracanoe à Poznan .